# RealAudio
RealAudio (RM) es un formato de audio creado por RealNetworks, Inc. 
Es predominantemente utilizado en transmisiones por internet en tiempo real. Esto quiere decir  que una estación de radio puede transmitir su señal en vivo, directamente al usuario final, sin necesidad de descargar primero el archivo completo de audio. O bien, el usuario puede escuchar, bajo petición (on demand), un archivo almacenado en un servidor externo. En ambos casos, el archivo de audio no se descarga en el ordenador del usuario final. La reproducción se realiza mediante "paquetes" que el servidor envía al usuario a un reproductor propio de la marca Real, llamado RealPlayer. Cada "paquete" de audio es reproducido mientras que se recibe otro que lo sustituye en una carpeta temporal. A este proceso se le llama Buffering. Esto tiene la ventaja para el distribuidor es que los archivos no pueden ser copiados ni compartidos. La desventaja para el usuario es que sólo puede escuchar la transmisión en línea. 
A diferencia de la transmisión por mp3, propia de Shoutcast que mantiene el mismo rango de muestreo, la tecnología RealAudio permite adaptarse automáticamente a la capacidad de recepción del usuario final, dependiendo de su velocidad de conexión, procesador y memoria. Esto quiere decir que si el usuario puede recibir paquetes de alta calidad de audio sin interrupciones, el servidor lo proveerá así. De lo contrario, el servidor reducirá el rango de muestreo (y con ello, la calidad del audio) hasta que el usuario no sufra interrupciones en su señal.
Actualmente, Realnetworks permite la reproducción de audio y video en tiempo real con una enorme cantidad de información adicional. Así como aplicaciones para celulares y dispositivos reproductores de audio y video portátil.
La primera versión de RealAudio fue liberada en 1995. Al año 2009, la versión actual es RealAudio 10.

## Extensiones de archivos
Los archivos RealAudio se identificaban originalmente por la extensión .ra (de Real Audio). En 1997 RealNetworks empezó a ofrecer un formato de video llamado RealVideo. La combinación de los formatos de audio y video se llamó RealMedia y usa la extensión .rm. Sin embargo, la última versión de RealProducer, el codificador oficial de RealNetworks, volvió a usar .ra para los archivos solo de audio, empezó a usar .rv para archivos de video (con o sin audio) y .rmvb para archivos de video VBR. 
Los formatos .ram (Real Audio Metadata) y .smil (Synchronized Multimedia Integration Language) son a veces encontrados como links de páginas web.